# Владислава Сімонова
Владислава Олексіївна Сімонова (яп. ウラジスラバ・シモノバ, або яп. ウラディスラワ・シモノワ, або яп. ウラジスラワ・シモノワ; нар. 23 березня 1999, Харків) — українська поетеса жанру хайку, авторка поетичних збірок.

## Ранні роки
Владислава Сімонова народилася 23 березня 1999 року у Харкові в родині військового та вчительки.
Закінчила школу мистецтв №4 по класу скрипки. Зі шкільних років захоплювалася написанням віршів та фотографією.
Почала складати хайку (хоку) у 14 років, коли через проблеми із серцем потрапила до лікарні і знайшла в палаті кимось забуту книгу з японською поезією.
У 18 років стала переможницею міжнародного конкурсу хайку в м.Акіта (Японія).

## Публікації
З 2019 року публікувалася у декількох випусках журналу «Serow» від Akita International Haiku Network.
З 2023 року публікується у японському журналі "Akari".

### Книги
Хайку Владислави були включені до книги «俳句が伝える戦時下のウクライナ: ウクライナの市民、7 人へのインタビュー» («Воєнна Україна в хайку: інтерв'ю з 7 громадянами України»), що вийшла в Японії у липні 2023.
За підтримки посла України в Японії, пана Сергія Корсунського, у серпні 2023 року було видано першу збірку хайку Владислави під назвою  «ウクライナ、地下壕から届いた俳句 : The Wings of a Butterfly» («Хайку з українського бомбосховища: Крила метелика»), видавництво Shueisha International.
У квітні 2024 року вийшла друга збірка хайку «俳句　ウクライナから日本へ　２９７歩 (Хайку. 297 кроків від України до Японії)» , видавництво Rekishitanbou.

### Інші публікації
Також публікувалася у різноманітних газетах та інтернет-виданнях, серед яких: «Asahi Shimbun», «Chunichi Shimbun», «Kyodo News», «Nihon Keizai Shimbun», «Sanin Chuo», «Заборона» та ін.

## Телебачення
Брала участь у телепрограмах на японському телебаченні NHK, зокрема у спецвипуску ETV特集『戦禍の中のHAIKU』("Хайку посеред руйнувань війни"),「ドキュメント20min.『ウクライナ 俳句交換日記』」("Документальні 20 хвилин. Щоденник обміну українськими хайку"), та інші.